# Invazija Mongola na Gruziju
Invazija Mongola na Gruziju, koja se u to vrijeme sastojala od gruzijskih posjeda, Armenije i većeg dijela Kavkaza, uključivala je više invazija i velikih prodora tijekom 13. stoljeća. Mongolsko Carstvo se prvi put pojavilo na Kavkazu 1220. godine, kada su generali Subudaj i Jebe bili u potjeri za Alaudinom Muhamadom tijekom uništavanja Horezmijskog Carstva. Nakon niza pohoda u kojim su porazili gruzijsku i armensku vojsku, Subdaj i Jebe nastavili su s upadima prema sjeveru, na Kijevsku Rus. Nakon što mu je carstvo uništeno, Horezmski vladar Džalal al Din, sin Muhamada II., borio se i protiv Mongola i protiv Gruzina, prije nego što je na poziv Seldžuka prešao u Anatoliju. Opsežno mongolsko osvajanje Kavkaza i istočne Anatolije započelo je 1236. godine, a u njima su Kraljevina Gruzija, Ikonijski sultanat i Trapezuntsko Carstvo bili podjarmljeni, Armensko Kraljevstvo Kilikija i druge križarske države su dobrovoljno prihvatile mongolsko podaništvo, a Asasini su bili eliminirani. Mongoli su također napali Džurdžuketiju (današnja Čečenija), ali su se suočili sa stalnim otporom na tom području. Nakon smrti Möngke-kana 1259. godine, u Mongolskom Carstvu su izbili građanski ratovi i Berke-kan Zlatnih Hordi i Hulagu-kan Ilhanidskog Carstva napadali su jedni druge na Kavkazu, sve do uzdizanja Kublaj-kana 1264. godine.
Druga mongolska invazija na Kavkaz počela je s ekspedicijom Čormagana protiv Dželala al Dina Menguberdija, koju je naredio kan Ogotaj 1231. godine. Južne perzijske dinastije u Farsu i Kermanu dobrovoljno prihvaćaju mongolsku vlast i pristaju im plaćati danak.  Na Armeniju i Gruziju se krenuli 1236. godine, a završili osvajanje tri godine poslije. Mongolski vojni namjesnici uglavnom su se utaborili u ravnici Mughan. Uvidjevši opasnost od Mongola, vladari Kilikije i Mosula, predaju se Velikom kanu. Čormagan dijeli transkavkasku regiju na tri distrikta. Do 1237. godine, Mongolskom Carstvu je podređena većina Perzije, isključujući Abasidski Kalifat, ismailistička uporišta, i cijeli Afganistan i Kašmir. Sjeverni kavkaz su počeli osvajati 1237., ali su tamo naišli na krvav otpor tamošnjeg stanovništva.
Nakon bitke kod Köse Dağa 1243., Mongoli pod vodstvom zapovjednika Bajdžua zauzimaju Anadoliju, a Ikonijski sultanat i Trapezuntsko Carstvo postaju vazalne država Mongolskog Carstva. Asasinska uporišta ležala su razasuta Perzijom i Kavkazom, pa je mongolski zapovjednik Kitbuka, po zapovijedi Möngke kana, počeo njihovu opsadu 1253. godine. 1256. godine, Hulagu je započeo opsežan napad, te iskorijenio Asasine iz regije.
Nakon uništenja Bagdada 1258. godine, izbio je građanski rat između vođe Zlatne Horde Berke kana i vođe Ilhanidskog Carstva Hulage kana. Kao dio većeg Tolujskog građanskog rata, slijedi sukob između Kublaj kana i Arig Buge kana, rat se sastojao uglavnom od racija i provala na obje strane u cijeloj regiji Kavkaza. Niti jedna strana u sukobu nije ostvarila veliku prednost, a sukob je završio pobjedom Kublaj kana u njegovim ustoličenjam kao Velikog kana.
Mongolska vlast na Kavkazu trajala je do kasnih 1330-ih. Velika Armenija stajala je pod mongolskim gospodstvom od 1220. do 1344. godine. U tom razdoblju, kralju Đuro V. Briljantni obnavlja Gruzijsko kraljevstvo na kraće vrijemo, prije nego što se dogodila invazija Timura na Gruziju.

## Vanjske poveznice
- Chormaqan Noyan: The First Mongol Military Governor in the Middle East by Timothy May
- Chormaqan and the Mongol Conquest of the Middle East by Timothy May  Arhivirana inačica izvorne stranice od 29. svibnja 2006. (Wayback Machine)
- Coinage of Georgia during the Mongol period